# 伊爾根城 (明尼蘇達州)
伊爾根城（英語：Illgen City）是位於美國明尼蘇達州萊克縣比弗貝鎮區的一個非建制地區。

## 地理
伊爾根城所處的海拔為高於海平面225米（即738英呎），而該地所採用的時區為UTC-6，即北美中部時區（CST）。同時該地設有夏令時間，為UTC-6調快一小時，即UTC-5（CDT）。